# All Evil
All Evil er den første demo fra det norske black metal-band Satyricon. Demoen har officielt intet navn, men er blevet kaldt All Evil efter det første spor på den. Demoen er den eneste Satyricon-udgivelse hvorpå stifterne Wargod og Exhurtum medvirker, samt den eneste hvorpå den senere trommeslager Frost ikke medvirker.

## Spor
1. "All Evil" – 05:03
2. "This Red Sky" – 01:45
3. "Dreams of a Satyr" – 04:38
4. "All Evil (kortere version)" – 00:54

## Fodnoter
1. 1 2  All Evil på Encyclopaedia Metallum